# Solomon Islands National Club Championship
De Solomon Islands S-League of kortweg S-League is de hoogste voetbaldivisie van de Solomonseilanden. De competitie werd in 2000 opgericht als de National Club Championship. Voor aanvang van het seizoen 2010/11 werd de competitie omgedoopt en staat sinds dat seizoen ook bekend onder zijn sponsornaam Telekom S-League. De kampioen plaatst zich voor de OFC Champions League. Koloale FC is de succesvolste club met zes titels.